# Václavov u Bruntálu
Obec Václavov u Bruntálu (zastarale Velkruby, německy Wildgrub) se nachází v okrese Bruntál v Moravskoslezském kraji. Žije zde 488 obyvatel.

## Části obce
- Dolní Václavov (k. ú. Dolní Václavov)
- Horní Václavov (k. ú. Horní Václavov)

## Název
Od středověku existovaly vedle sebe dvě vsi stejného jména, které se rozlišovaly přívlastky Dolní (Nieder-) a Horní (Ober-). V nejstarších dokladech je německé Wildgrub - "jáma k chytání divoké zvěře" užívané až do 20. století. České jméno Václavov ("Václavův majetek") je poprvé doloženo 1412 v německé podobě Waczlasdorf a je zřejmě původní. Poněmčené Waczlassdorf se naposledy v pramenech objevuje v 17. století, v češtině se nicméně nejpozději od konce středověku vžila úprava německého jména, Vildgruby (v 19. a 20. století písemně, lidově asi dřív, Velkruby). V roce 1948 bylo místo něj obnoveno (zrekonstruováno) jméno Václavov.

## Historie
První písemná zmínka o obci pochází z roku 1405.

### Vývoj počtu obyvatel
Počet obyvatel Václavova u Bruntálu podle sčítání nebo jiných úředních záznamů:
| Rok            | 1869 | 1880 | 1890 | 1900 | 1910 | 1921 | 1930 | 1950 | 1961 | 1970 | 1980 | 1991 | 2001 |
| -------------- | ---- | ---- | ---- | ---- | ---- | ---- | ---- | ---- | ---- | ---- | ---- | ---- | ---- |
| Počet obyvatel | 1308 | 1243 | 1197 | 1138 | 1145 | 1027 | 1045 | 472  | 507  | 492  | 458  | 438  | 483  |

1. ↑  z toho: 13 Čechoslováků, 1031 Němců; 1034 řím. kat., 4 evang., 4 čsl., 2 bez vyzn.
2. ↑  z toho: 442 Čechů, Moravanů a Slezanů, 32 Slováků; 85 řím. kat., 2 čsl. hus., 1 evang., 1 pravosl., 367 bez vyzn.

Ve Václavově u Bruntálu je evidováno 152 adres : 140 čísel popisných (trvalé objekty) a 12 čísel evidenčních (dočasné či rekreační objekty). Při sčítání lidu roku 2001 zde bylo napočteno 123 domů, z toho 97 trvale obydlených. Ke dni 25. 3. 2010 zde žilo 521 obyvatel.